# محمية نهر فيش العظيم الطبيعية
محمية نهر فيش العظيم الطبيعية هي محمية طبيعية تقع في مقاطعة كيب الشرقية، جنوب أفريقيا، وتديرها هيئة حدائق كيب الشرقية. تبلغ المساحة الإجمالية للحديقة 45 ألف هكتار، وهي تعمل منذ عام 1994. 
وهي تتألف من ثلاث محميات طبيعية تاريخية تم دمجها في محمية واحدة:
- محمية أندريس فوسلو كودو
- محمية دبل دريفت الطبيعية
- محمية سام نوت الطبيعية

ترتبط المحميات ببعضها البعض من خلال طريق دائري، ويمر نهر فيش العظيم عبر الحديقة.
يتراوح ارتفاع المحمية ما بين 95 مترًا إلى 561 مترًا فوق مستوى سطح البحر، وتتميز المحميات بشكل أساسي بالمنحدرات الحادة التي تنحدر إلى وديان الأنهار والتلال المتقطعة بين الأحواض. يتكون الجزء الأكبر من المحمية من غابة الأسماك الكبيرة شبه الاستوائية.

## روابط خارجية
- حدائق كيب الشرقية